# Verzonken kosten
Verzonken kosten (Engels: sunk costs, sunk expenditures) zijn in de economie kosten die al gemaakt zijn en niet meer ongedaan te maken zijn. Bij het nemen van operationele economische beslissingen dient men geen rekening te houden met deze verzonken kosten. Mensen doen dit echter vaak wel en dit wordt gezien als een van de bekende valkuilen (cognitieve bias) in het nemen van beslissingen. In het Engels wordt deze bias sunk-cost bias of sunk-cost fallacy genoemd, ook wel Concorde-effect, naar het vliegtuig waar overheden miljoenen in bleven investeren terwijl duidelijk was dat het nooit rendabel zou zijn.

## Effecten
Met verzonken kosten hoort men geen rekening te houden, maar deze kosten hebben wel effecten. Een bedrijf dat al veel geld heeft geïnvesteerd in de productie van bepaalde producten zal minder snel in een ander product investeren dan een nieuw bedrijf zonder deze investeringen. Bij het oude product zijn immers al belangrijke ontwikkelings- en productiekosten gemaakt (zoals de aanschaf van specifieke machines) en bij een nieuw product moeten deze kosten opnieuw gemaakt worden. Voor het bedrijf met de gemaakte investeringen is het meestal duurder om te investeren in het nieuwe product in vergelijking met de kosten van investeren in het oude product. De beslissing om in zo'n geval niet of minder te investeren in een nieuw product kan een nadelige concurrentiepositie opleveren in een snel veranderende markt.

## Voorbeeld
Iemand heeft al een kaartje voor een concert besteld, maar wil uiteindelijk niet gaan. Hij kan dit kaartje echter niet verkopen. Rationeel gezien hoort deze persoon helemaal geen rekening te houden met het betaalde kaartje omdat de kosten hiervoor al gemaakt zijn en dus geen effect meer hebben op de beslissing om al dan niet naar het concert te gaan. Mensen neigen in zo'n geval echter toch vaak naar het concert te gaan, omdat ze redeneren dat het anders zonde van het kaartje (of anders gezegd, van het in het kaartje geïnvesteerde geld) zou zijn.